# Realisierung (Stochastik)
Eine (zufällige) Realisierung oder Realisation ist ein Begriff aus der Stochastik, einem Teilgebiet der Mathematik. Als Realisierung bezeichnet man dort einen konkreten Wert, den eine Zufallsvariable annimmt, vergleichbar einem Funktionswert einer Funktion für ein gegebenes Argument. Beschreibt die Zufallsvariable einen fairen Würfel, so entspräche eine Realisierung dieser Zufallsvariable einer gewürfelten Augenzahl. Zufallsvariablen werden i. d. R. mit Großbuchstaben und ihre Realisierungen mit Kleinbuchstaben notiert.

## Definition
Gegeben sei eine Zufallsvariable {\displaystyle X} auf einem Wahrscheinlichkeitsraum {\displaystyle (\Omega ,{\mathcal {A}},P)}. Dann heißt für {\displaystyle \omega \in \Omega }
{\displaystyle x=X(\omega )}
eine Realisierung von {\displaystyle X}.

## Beispiele und Verwendung

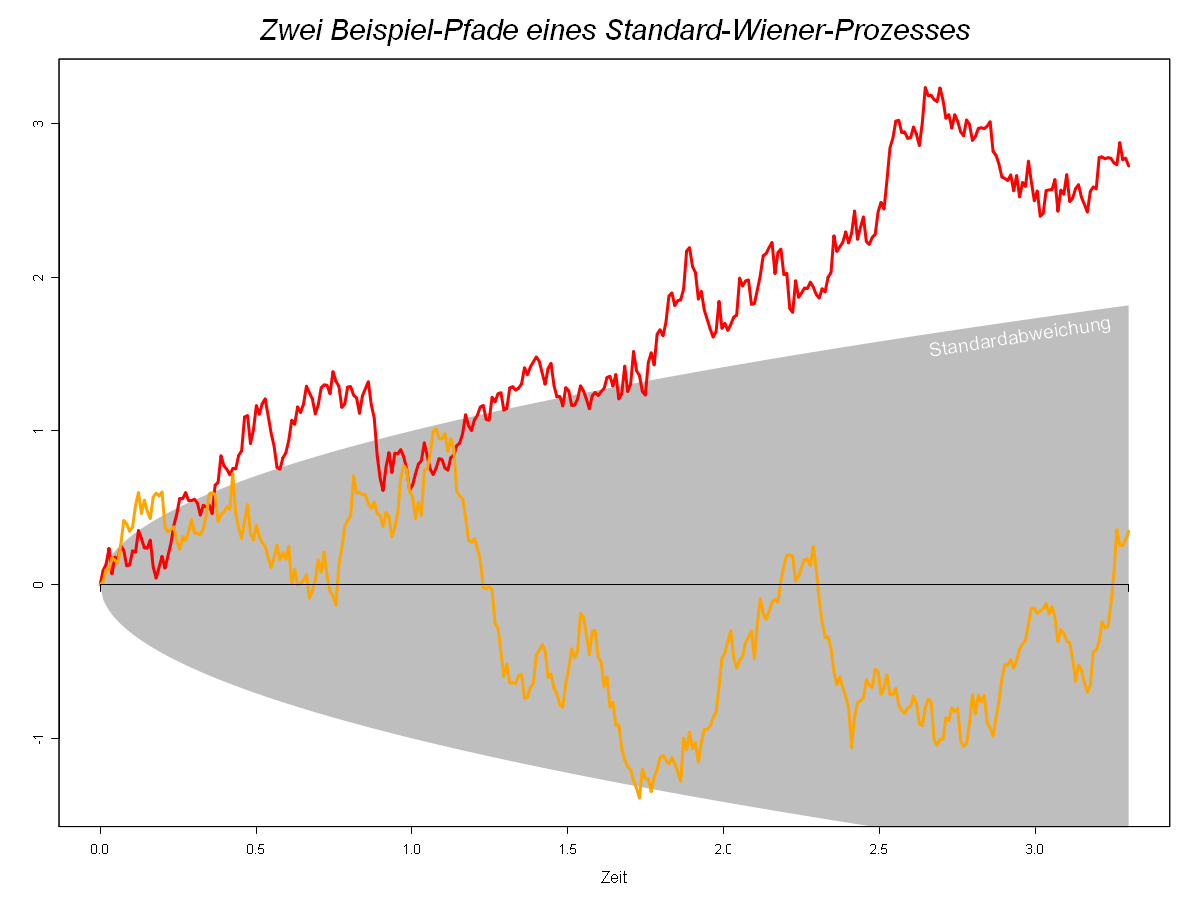
Zwei Beispiele für Realisierungen eines Standard-Wiener-Prozesses, diese Realisierungen sind Zufallspfade

Ist {\displaystyle X} eine binomialverteilte Zufallsvariable zu den Parametern {\displaystyle n} und {\displaystyle p}, so wäre jede natürliche Zahl kleiner oder gleich {\displaystyle n} eine mögliche Realisierung. Ist {\displaystyle X} normalverteilt, so ist jede reelle Zahl eine mögliche Realisierung.
In der mathematischen Statistik spielen Realisierungen von Zufallsvariablen eine wichtige Rolle. Dort werden Stichproben als Realisierung einer Zufallsvariable mit unbekannter Verteilung aufgefasst. Ausgehend von dieser Realisierung wird dann versucht, Aussagen über die Verteilung der Zufallsvariable zu treffen.
In der Theorie stochastischer Prozesse treten die den Realisierungen ähnlichen Pfade auf, die unter anderem zur Veranschaulichung von Prozessen genutzt werden. Die auftretenden Bildräume sind dann sehr groß. Dementsprechend sind die Realisierungen nicht eine Zahl, sondern eine stetige Funktion oder ähnliches.